# 馬其頓布羅德
馬其頓布羅德是北馬其頓共和國馬其頓布羅德市鎮内的城镇及行政中心。2021年人口数量为3,643人。